# Eokingdonella tibetana
Eokingdonella tibetana är en insektsart som först beskrevs av Leo L. Mishchenko 1952.  Eokingdonella tibetana ingår i släktet Eokingdonella och familjen gräshoppor. Inga underarter finns listade i Catalogue of Life.